# Chiesa di San Marco (Varallo)
La chiesa di San Marco, chiesa consacrata a San Marco, è un monumento nazionale che si trova a Varallo, la cui edificazione risale agli ultimi decenni del XIV secolo; al suo interno sono contenute notevoli opere pittoriche dovute alla mano di artisti valsesiani.

## Struttura architettonica

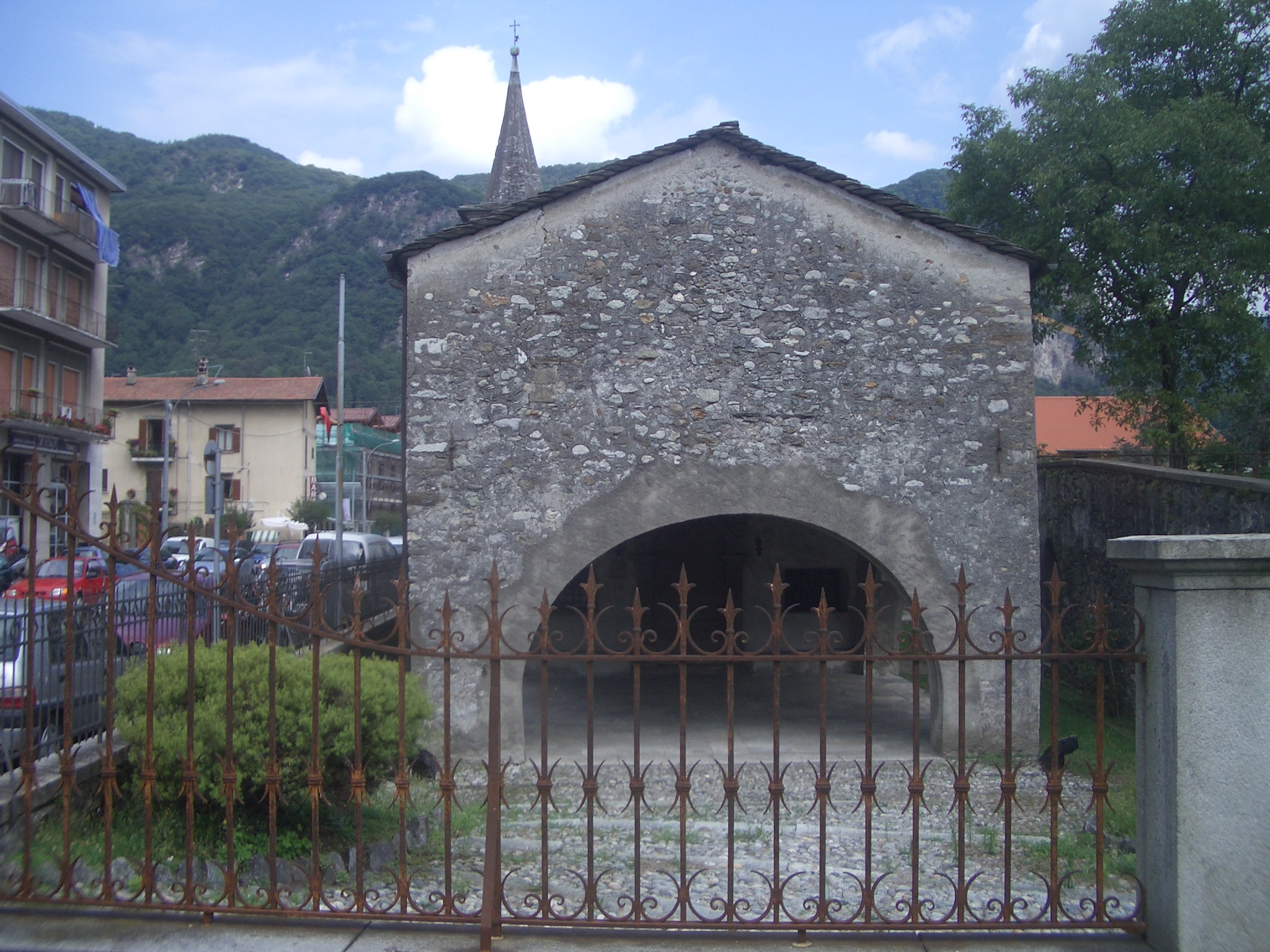
Avancorpo addossato alla facciata

Non si conosce il periodo esatto di fondazione della chiesa, posta alle porte di Varallo, venendo da sud. L'ipotesi che essa dovesse considerarsi uno dei più antichi edifici sacri presenti in Valsesia, è stata rivista dagli studiosi in favore di una datazione verso la fine del Trecento della primitiva cappella presente in questo sito..
La chiesa fu poi ampliata e profondamente trasformata nel corso del XV secolo. Tuttavia, la configurazione architettonica esterna, con la presenza di un massiccio avancorpo addossato alla facciata, conferisce alla chiesa un aspetto romanico. Tale configurazione lascia intendere come la chiesa dovesse funzionare da ricovero per i pellegrini che partecipavano alle processioni penitenziali nella festività di San Marco, e, più tardi, dopo l'edificazione del Sacro Monte, a coloro che vi si recavano in pellegrinaggio.
Attraversato l'avancorpo, si accede all'interno della chiesa, che si presenta con una navata unica, scandita da tre campate ad arconi gotici. All'essenzialità delle linee architettoniche fa da contrappunto la ricchezza dell'apparato decorativo.

## Patrimonio artistico della chiesa

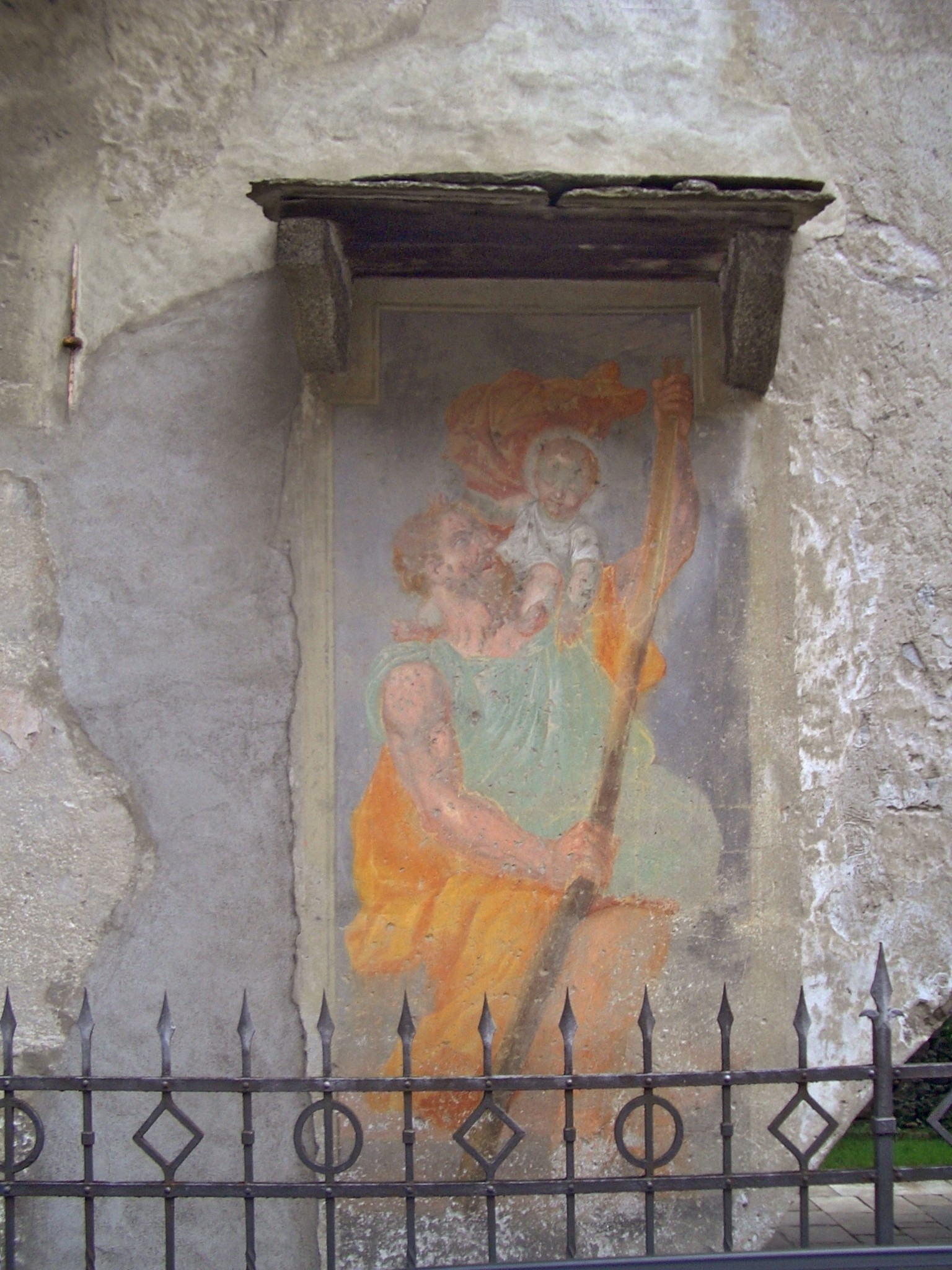
Affresco di San Cristoforo all'esterno della chiesa

Degli affreschi che dovevano decorare completamente le pareti esterne della chiesa è rimasto solo un affresco di San Cristoforo del XV secolo, in linea con una soluzione iconografica frequentissima nel XV e XVI secolo, particolarmente in Valsesia, ove se trovano, in tal senso, ancora numerosissime testimonianze. Altri affreschi quattrocenteschi originariamente collocati sulle pareti esterne dell'edificio sono stati, per ragioni di conservazione, staccati e sistemati nella Pinacoteca civica di Varallo: si tratta di un ciclo dedicato alle Storie della Vita di San Marco attribuito al pittore novarese Daniele De Bosis e alla sua bottega.
Di notevole interesse sono i dipinti contenuti all'interno della chiesa: una delle numerose testimonianze presenti nel territorio che parlano della straordinaria fioritura di artisti valsesiani avvenuta tra il XVI ed XVII secolo. Sulle pareti laterali trovano posto affreschi eseguiti tra il 1539 ed il 1562 da seguaci di Gaudenzio Ferrari, protagonista delle arti figurative in Valsesia.
Partendo dalla prima campata a destra, sono rappresentati Devoti oranti e malati giacenti nel letto benedetti da San Marco. Quella successiva ospita un dipinto del 1539, raffigurante una Madonna col Bambino tra San Marco e un santo non identificabile ed uno, del 1558, con le figure di San Marco e San Giovanni.
Nella seguente e ultima campata è affrescata una Predicazione: alcuni la identificano con la Predicazione di San Marco ad Alessandria d'Egitto altri con la Predicazione di San Paolo all'Areopago. L'opera fu realizzata da Giulio Cesare Luini, allievo di Gaudenzio Ferrari, nativo di Varallo, noto per aver affrescato alcune cappelle del Sacro Monte e per i contributi alla decorazione della Cappella della Madonna di Loreto.

Sempre a Giulio Cesare Luini si deve, nella stessa campata, la raffigurazione della Conversione di San Paolo, dipinta attorno al 1562. Il debito artistico verso il suo maestro è qui visibile, tra l'altro, nei rilievi plastici già impiegati, a Varallo, nella parete di Santa Maria delle Grazie.
Interamente affrescato è anche l'arco trionfale che collega la navata al presbiterio. In alto è posta la figura del Padre eterno tra gli angeli e, sui due pilastri, l'Angelo annunciante e la Vergine annunciata a comporre la scena dell'Annunciazione. Anche questi dipinti, per la cromia e per la tecnica pittorica impiegata, ricordano la mano di Giulio Cesare Luini. Nel sottarco troviamo episodi della Genesi.

Entrati nel presbiterio, possiamo osservare nelle vele della volta a crociera la raffigurazione dei Quattro evangelisti, sempre del XVI secolo; sulla parete di fondo è posto l'immagine della Vergine in Trono col Bambino e Santa Caterina e San Marco.
Sulle pareti della navata si trova una testimonianza di un altro artista valsesiano attivo nel cantiere del Sacro Monte: Pier Francesco Gianoli di Campertogno (1624 - 1690). Si tratta di sei grandi tele appese alle pareti, recentemente restaurate, che raffigurano San Pietro, San Paolo ed i Quattro Evangelisti.